# Andoni Ortuzar Arruabarrena
Andoni Ortuzar Arruabarrena   (Portugalete, 13 de juliol de 1962) és un periodista i polític espanyol pertanyent al Partit Nacionalista Basc (PNB), exdirector de EITB, membre del Parlament Basc i des de 2013, president del Partit Nacionalista Basc.

## Biografia
Andoni Ortuzar va néixer el 13 de juliol de 1962 en la localitat biscaïna de Sanfuentes, Abanto i Ciérvana, en la Zona Minera (Biscaia). Va estudiar "ciències de la informació", branca periodisme, en la Universitat del País Basc. Quan va acabar la carrera va entrar com a redactor en Ràdio Popular de Bilbao i, posteriorment, el 1981 en el diari Deia on es va mantenir fins a 1987. En Deia va ser responsable de les Seccions de Laboral i Euskadi-Política. Militant del sindicat ELA va pertànyer al comitè d'empresa d'aquest mitjà arribant a ser president d'aquest.

## Activitat política
El setembre del 1987 va abandonar Deia i es va incorporar al Departament de Presidència, Justícia i Desenvolupament del Govern Basc com a assessor encarregant-se de la prefectura de premsa i de les relacions internacionals. Al febrer de 1991 va ser nomenat Assessor de Comunicació i Difusió en la Secretaria de la Presidència i assignat a la llavors acabada de crear Secretaria General d'Acció Exterior. Des de 1992 va exercir el lloc de Coordinador d'aquesta Secretaria, amb responsabilitats directes en la preparació de missions institucionals basques a l'exterior i la programació de les visites oficials a Euskadi de personalitats i mandataris estrangers.
El gener de 1995, dins d'un nou gabinet de govern, va ocupar el lloc de Secretari General d'Acció Exterior, sota la dependència directa del lehendakari.
Ha tingut també les responsabilitats de President del Consell Assessor Basc de Cooperació al Desenvolupament, Vicepresident del Consell Assessor amb les Col·lectivitats Basques i membre de la Comissió Bilateral Euskadi-Estat per a Assumptes Europeus.
El juliol del 1999 és nomenat director general d'Euskal Irrati Telebista (la ràdio i televisió pública basca), càrrec que va mantenir fins a gener de 2008 quan va ser nomenat president del Bizkai Buru Batzar del PNB, l'òrgan de direcció d'aquest partit a Biscaia, en substitució d'Iñigo Urkullu.
El març de 2009 recull l'acta de membre del grup parlamentari Euzko Abertzaleak-Nacionalistes Bascos en el Parlament Basc, càrrec que ocupa fins al 31 de gener de 2012.
El 12 de gener de 2013 és elegit President del Euzkadi Buru Batzar del PNB, càrrec que va mantenir fins al març de 2025, substituït per Aitor Esteban.